# 창덕중학교
창덕중학교(昌德中學校)는 대한민국 경상남도 창원시 의창구 동읍 용잠리에 있는 공립 중학교이다.

## 학교 연혁
- 1953년 4월 15일 : 창덕중학교 설립(6학급)
- 1953년 4월 27일 : 6학급 개교
- 2022년 12월 30일 : 제68회 졸업식(119명 졸업, 누계 12,483명 졸업)
- 2023년 3월 2일 : 2023학년도 1학년 115명 입학
- 2023년 9월 1일 : 제28대 하길조 교장 부임

## 참고 자료
- 창덕중학교 - 한국교육학술정보원 학교알리미